# Phu Quoc Ridgeback
Der Phu Quoc Ridgeback (Vietnamesisch: Chó Phú Quốc, Phu Quoc Hund) ist eine Hunderasse von der Insel Phú Quốc, Kiên Giang Provinz in Vietnam.

## Allgemeines
Der Phu Quoc Ridgeback ist eine von weltweit drei Hunderassen mit einem „Ridge“ auf dem Rücken. Das bedeutet, die Haare wachsen am Rücken entlang der Wirbelsäule in entgegengesetzter Richtung zum Rest des Fells. Die anderen beiden Rassen sind der Thai Ridgeback aus Thailand und der Rhodesian Ridgeback aus Südafrika und Simbabwe. Der Phu Quoc Ridgeback ist der kleinste der drei Ridgebacks und erreicht normalerweise ca. 15 bis 20 kg.
Seit der Hund in den Éditions Larousse aufgenommen wurde, erreicht die Rasse auch in der westlichen Welt mehr Aufmerksamkeit. In Vietnam selbst gilt die Rasse als selten und laut den Angaben der Vietnam Kennel Association existieren nur rund 700 reinrassige, anerkannte Phu Quoc Ridgebacks. Aufgrund der Seltenheit der Rasse können die Tiere nur selten in Hundeschauen eingetragen werden, da die Richter die rassentypischen Merkmale nicht beurteilen können.
2013 jedoch wurde die Hanoi-Hundeschau von einem Phu Quoc Ridgeback namens Ven gewonnen.

## Zuchtgeschichte
Beheimatet in Vietnam, wurde die Zuchtgeschichte der Phu Quoc Ridgebacks nicht gewissenhaft protokolliert. Enthusiasten und eine Handvoll Experten vertreten die Meinung, dass alle drei Ridgebackrassen ursprünglich entweder aus Asien oder Afrika stammen sollen. Hier fehlen allerdings wissenschaftliche Belege. Man nimmt an, dass die Hunde wie ihre Verwandten aus Thailand primär als Jagd- und Wachhunde sowie als Begleiter und zum Ziehen kleiner Karren verwendet wurden.

## Erscheinungsbild und Rassenmerkmale

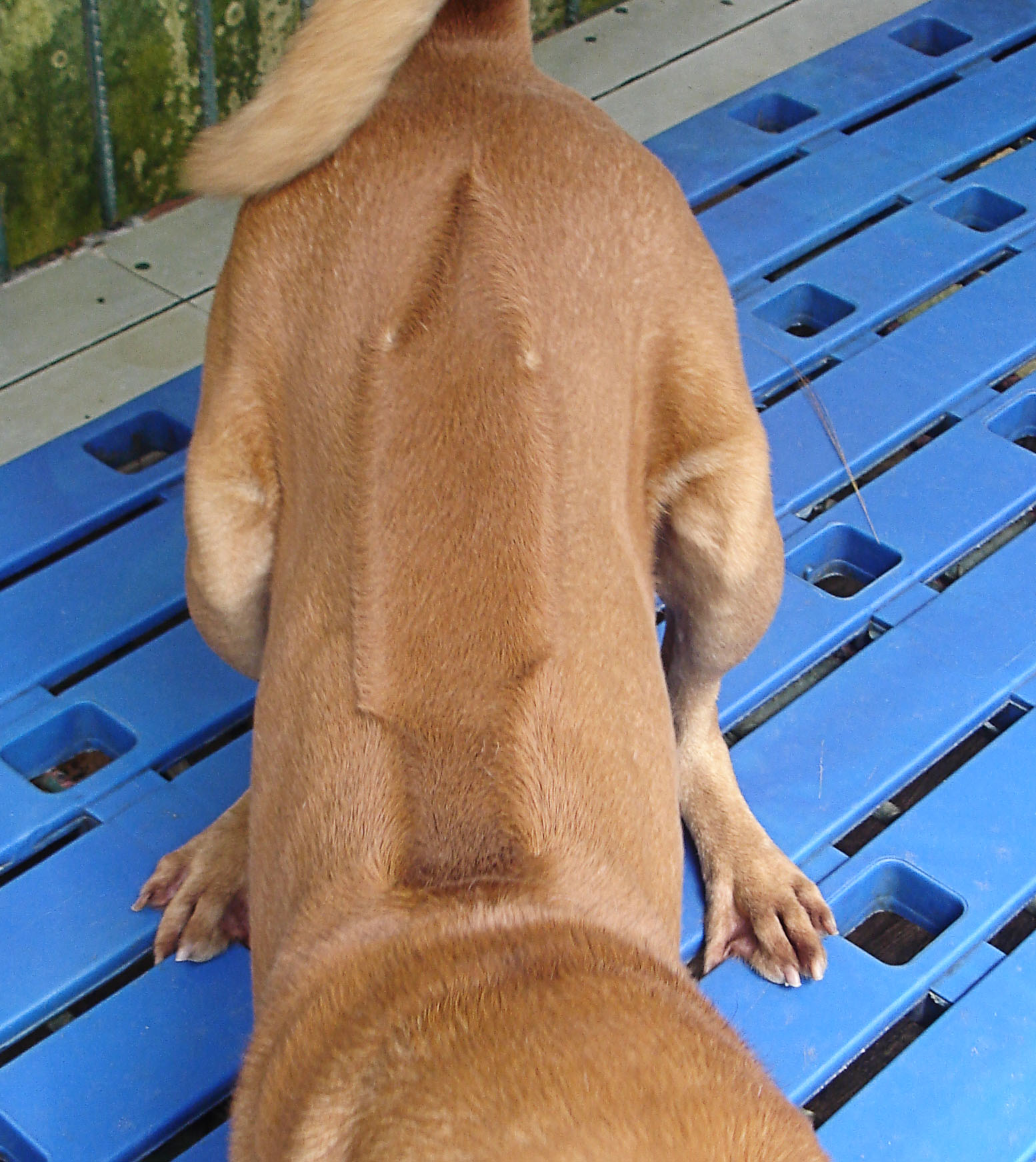
Der Ridge, ein deutliches Rassemerkmal

Alten Bewohnern der Insel Phú Quốc zufolge sind die Originalfarben der Phu Quoc Ridgebacks gelb, schwarz, gestreift und gefleckt, wobei rein schwarze und rein gelbe Exemplare mit schwarzen Augen, Zehen und schwarzgefleckter Zunge die am meisten geschätzten und auch teuersten Tiere sind. Durch die Vermischung mit anderen Hunderassen sind die Tiere heute in weit mehr Farben verfügbar.

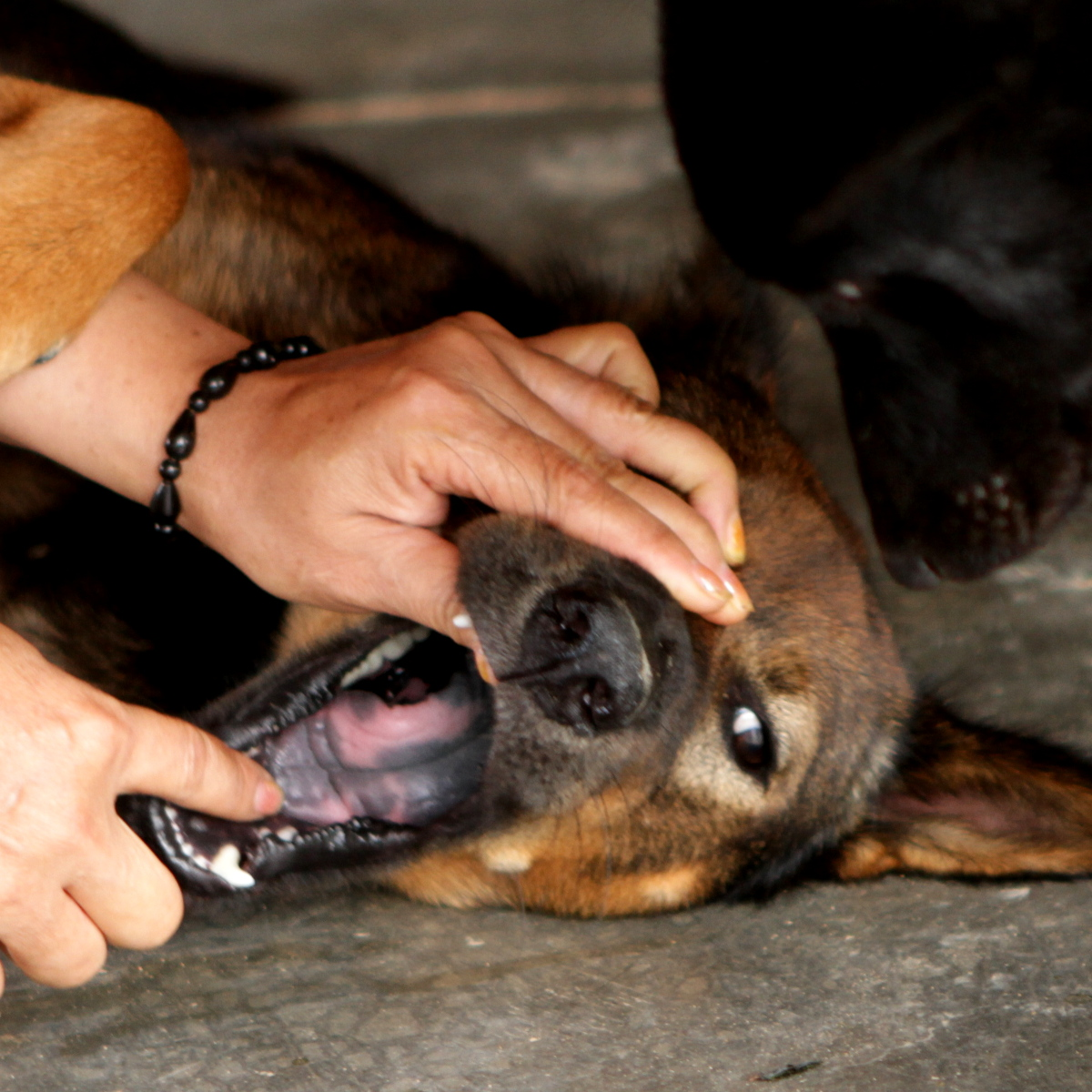
Die gefleckte Zunge ist eines der Hauptmerkmale des Phu Quoc Ridgebacks.

Das Idealbild beinhaltet lange Beine und Hals und einen kleinen Kopf mit relativ langer Schnauze. Die Ohren sind lang und dünn und die Zunge weist schwarze Flecken auf. Der schmale, sich verjüngende Bauch und die geraden Beine in Verbindung mit den Pfoten, die mit Schwimmhäuten versehen sind, machen den Phu Quoc Ridgeback zu einem ausgezeichneten Läufer und Schwimmer. Die Hunde sind auch gute Kletterer und klettern gelegentlich sogar auf Bäume.
Eines der wichtigsten Merkmale ist der schwertförmige „Ridge“ auf dem Rücken, der es dem Tier ermöglicht, größer und aggressiver zu wirken, wenn es nötig ist. Auf der Insel Phú Quốc gibt es nur wenige reinrassige Phu Quoc Ridgebacks, da sie sich vielerorts mit eingebürgerten Rassen vermischt haben. Die Tiere sind insbesondere dafür bekannt, dass sie schneller laufen und höher springen können als andere vergleichbare Hunderassen.

## Charakter
Der Phu Quoc Ridgeback hat ein freundliches und ausgesprochen neugieriges Wesen. Die Tiere lieben es zu laufen und zu jagen, haben aber auch ein ausgeprägtes Bedürfnis, ihr jeweiliges Grundstück zu bewachen. Dies tun sie gegebenenfalls lautstark. Die Hunderasse ist sehr loyal, liebevoll und gehorsam. Der Phu Quoc Ridgeback ist durch seine natürliche Neugier und die Freude am Lernen einfach zu trainieren.
Wenn gegenseitiges Vertrauen und Respekt zwischen dem Hund und seinem Besitzer die Basis einer guten Beziehung bilden, lernt das Tier mit Freude alle möglichen Tricks.

## Bekannte gesundheitliche Probleme
Generell ist der Phu Quoc Ridgeback als gesunde und robuste Rasse bekannt. Vereinzelt kann es allerdings zu Hüftfehlstellung oder diversen Gelenksproblemen kommen. Der Hund wird bis zu 16 Jahre alt, was in Hinsicht auf sein Herkunftsland, wo Veterinärmedizin eine Seltenheit darstellt, schon bemerkenswert ist.
Das Hauptproblem ist der Transport von der Insel Phú Quốc zum Festland. Durch fehlende oder oft gefälschte Impfstoffe kann es leicht zu einer Parvovirusinfektion kommen.